# 모클렌어
모클렌어(Moklen)는 태국 남부 서해안에서 쓰이는 오스트로네시아어족 언어이다. 태국 남부와 미얀마에 분포하는 모켄어와 매우 가까운 관계이며 함께 모클렌어군을 이룬다.

## 방언
Larish (2005)는 태국 내에서 모클렌어가 쓰이는 주요 지역을 3곳으로 나눈다. 모클렌어는 주로 팡응아주에서 쓰이지만 라농주와 푸껫섬에서도 쓰인다.
- ‘북부 모클렌’ 지역 (8개 마을): 태국 라농주의 자디아크 모켄어 사용자 밀집 지역으로부터 40km 떨어져 있음. 북쪽으로는 꼬프라통 마을(태국어: เกาะพระทอง, 쿠라부리군)에서 남쪽으로는 방삭 마을에 이른다. 꼬프라통 지역에서는 모켄어와의 상호작용이 많다.
- ‘중부 모클렌’ 지역 (9개 마을): 빡윕(따꾸아빠군)에서 힌랏에 이른다. 반돈짠 방언은 Larish (1999, 2005)가 주로 연구한 변이형이다.
- ‘남부 모클렌’ 지역 (3개 마을): 푸껫섬의 북쪽 끝.

Swastham (1982)은 태국 남부 팡응아주 타이므앙군 람피 마을(태국어: ลำภี)의 모클렌어 방언을 기술하였다. Swastham (1982)은 람피 마을 주변의 모클렌어 사용 마을을 다음과 같이 북쪽에서 남쪽 순으로 나열한다. 방삭(Bang Sak), 쿡칵(Khuk Khak), 방니앙(Bang Niang), 퉁마프라우(Thung Maphraw), 타찻차이(Tha Chat Chai).
Bishop & Peterson (1987)은 다양한 모클렌어 방언을 조사하였다.

## 참고 문헌
- Larish, Michael. 2005. "Moken and Moklen." in Alexander Adelaar and Nikolaus P. Himmelmann (eds.), The Austronesian languages of Asia and Madagascar, 513-533. London: Routledge. ISBN 0-7007-1286-0.
- Naw Say Bay. 1995. "The phonology of the Dung dialect of Moken", in Papers in Southeast Asian Linguistics No. 13, Studies in Burmese Languages, ed. D. Bradley, vol. 13, pp. 193–205. Pacific Linguistics, the Australian National University.